# Світанок (Роздільнянський район)
Світа́нок (у минулому — Андріїво-Іванове, хутір Андрієво-Іванів, Штерн (до 01.02.1945)) — село в Україні, у Роздільнянській міській громаді Роздільнянського району Одеської області. Населення становить 184 особи. Відноситься до Калантаївського старостинського округу. Відстань до районного центру та центру громади шосейним шляхом — 34 км.

## Історія
Населений пункт був заснований 1944 року шляхом об'єднання кількох хуторів та включенням до його складу колишнього єврейського та німецького землеробського поселення Штерн («Зоря», Міллер, Ламберт). У 1924 році у Штерні мешкало 67 осіб, у 1943 році —  202.
01.02.1945 р. Штерн перейменовано на Андрієво-Іванове на честь Іванова Андрія Васильовича (1888-1927) ‒ члена Київського ревкому у жовтні 1917 р., одного із організаторів Січневого заколоту 1918 р. проти УЦР на заводі «Арсенал»; народного секретаря внутрішніх справ т. зв. Української народної республіки рад; голови Київського губревкому (1919‒1920); члена ЦК КП(б)У (1920‒1927) та політбюро ЦК КП(б)У (1921‒1923); в різний час обіймав посаду голови Київського, Харківського, Одеського (1922-1925) губвиконкомів, член президії і секретар ВУЦВК; член ЦВК та Президії ЦВК СРСР).
Станом на 1 вересня 1946 року хутір Андрієво-Іванів входив до складу Бринівської сільської ради.
На 1 травня 1967 року у Андієво-Івановому знаходився господарський центр колгоспу імені Кірова.
У результаті адміністративно-територіальної реформи село ввійшло до складу Роздільнянської міської територіальної громади та після місцевих виборів у жовтні 2020 року було підпорядковане Роздільнянській міській раді. До того село входило до складу ліквідованої Калантаївської сільради.
19 вересня 2024 року Верховна Рада України підтримала перейменування села Андрієво-Іванове на Світанок. 26 вересня 2024 року перейменування набуло чинності.

## Населення
Згідно з переписом УРСР 1989 року чисельність наявного населення села становила 217 осіб, з яких 99 чоловіків та 118 жінок.
За переписом населення України 2001 року в селі мешкали 192 особи.

### Мова
Розподіл населення за рідною мовою за даними перепису 2001 року:
| Мова       | Відсоток |
| ---------- | -------- |
| українська | 70,83 %  |
| румунська  | 18,75 %  |
| російська  | 9,38 %   |
| гагаузька  | 1,04 %   |